# Orlov diamant
Orlov (včasih črkovan Orloff) je velik diamant indijskega porekla, ki je trenutno prikazan kot del zbirke Kremeljske zakladnice v moskovski Kremeljski orožarni. Opisan je, da ima obliko in deleže polovice piščančjega jajca. Leta 1774 so ga vgradili v carsko žezlo ruske carice Katarine Velike.

## Zgodovina
Diamant je bil najden v 17. stoletju v Golkondi v Indiji . Po eni legendi se je francoski vojak, ki je med karnatskimi vojnami v Srirangamu dezertiral, se preoblekel v hindujskega spreobrnjenca, da bi ga leta 1747 ukradel, ko je bil kot oko tempeljskega božanstva.
Še neimenovani kamen je prešel od trgovca do trgovca, in se je na koncu pojavil v prodaji v Amsterdamu. Shaffrass, iranski milijonar, ki je imel takrat diamant , je v grofu Grigoriju Grigorijeviču Orlovu našel željnega kupca . Grof je zanj plačal domnevno 1,4 milijona nizozemskih florinov.
Grof Orlov je bil dolga leta romantično vpleten s Katarino Veliko Rusko in je vodil pot do odstavitve njenega moža v državnem udaru in povzdignitvi Katarine na oblast. Njuno razmerje sta se nadaljevala več let in rodila nezakonskega otroka, toda Katarina je na koncu grofa Orlova  zamenjala za Grigorija Aleksandroviča Potemkina. Grof Orlov naj bi poskušal znova prižgati njuno romanco in ji ponudil diamant, saj naj bi vedel, da si ga želi. Čeprav mu ni uspelo povrniti naklonjenosti, je Katarina grofu Orlovu podarila veliko daril; ta darila so vključevala Marmorno palačo v Sankt Peterburgu. Katarina je diamant poimenovala po grofu, njen draguljar pa je oblikoval žezlo v katerega je vgradil diamant. Zdaj znan kot carsko žezlo, je bil dokončan leta 1774.
Pravzaprav je, kot so dokazali raziskovalci, Katarina sama kupila diamant in uporabila Orlovo pomoč le pri dogovoru in dostavi. Zgodbo si je izmislila samo zato, da bi se izognila kritikam, da je državni proračun porabila za nakit. Ruski carici so bili diamanti zelo všeč, postavila jih je kot modo na svojem dvoru in celo imenovala svojega osebnega žrebca Diamond. V 18. stoletju je bila vsota 1,4 milijona florinov tako neizmerna, da si jo je lahko privoščila samo carica sama, grof Orlov pa ni imel takega bogastva. Znano je tudi, da je dragi kamen kupovala v obrokih, ki so trajali 7 let in ko je grof Orlov plačal prvi obrok je odkril, da je bil že plačan s caričinega osebnega računa.

## Opis
Opis je leta 1986 dal Eric Burton:
 Žezlo je zloščena palica v treh odsekih, sestavljenih z osmimi obroči briljantno brušenih diamantov, vključno z nekaterimi težkimi približno 30 karatov (6 g), petnajst jih tehta približno 14 karatov (2,8 g). Orlov je vgrajen na vrhu, s kupolastim vrhom obrnjenim naprej. Zgoraj je dvoglavi orel z grbom Rusije na svojih prsih.
Orlov je redkost med zgodovinskimi diamanti, saj je ohranil svoj prvotni indijski rez v slogu vrtnice (glej diamantni rez). Njegova barva je splošno navedena kot bela z rahlo modrikasto-zelenim odtenkom. Podatki, ki jih je objavil Kremelj, pravijo, da je Orlov velik 32 x 35 x 21 milimetrov, njegova teža pa je bila 189,62 karata (37,924 g). Teža je le ocena - formalno ni bil stehtan že več let. Knjiga lorda Twininga Zgodovina evropskih kronskih draguljev omenja, kako je nekoč med pregledom kronskih draguljev leta 1913, kuratorju kamen slučajno padel iz žezla. Kamen je stehtal, vendar ni zapisal njegove natančne teže. Pozneje je dejal, da gre za približno 190 karatov (38 g), kar ustreza oceni na podlagi meritev.